# Riipisenvaara
Riipisenvaara är en kulle i Finland. Den ligger i Pello kommun i landskapet Lappland, i den norra delen av landet, 800 km norr om huvudstaden Helsingfors. Toppen på Riipisenvaara är 208 meter över havet.
Terrängen runt Riipisenvaara är platt. Runt Riipisenvaara är det mycket glesbefolkat, med 2 invånare per kvadratkilometer.